# Le Pornographe
Le Pornographe és una pel·lícula eròtica dramàtica francocanadenca del 2001 escrita i dirigida per Bertrand Bonello que va co-escriure la partitura amb Laurie Markovitch. La pel·lícula presenta una escena sexual explícita amb dos actors pornogràfics, Ovidie i Titof. Va guanyar el Premi FIPRESCI (Setmana Internacional de la Crítica) al 54è Festival Internacional de Cinema de Canes i va ser nominada al Cavall de Bronze al Festival Internacional de Cinema d'Estocolm.

## Sinopsi
Jacques Laurent és un antic director de pel·lícules pornogràfiques, força actiu als anys setanta. A causa de les dificultats econòmiques, surt de la jubilació i reprèn la seva carrera en el porno, només per descobrir que la indústria ha canviat...

## Repartiment
- Jean-Pierre Léaud com Jacques Laurent
- Jérémie Renier com a Joseph
- Dominique Blanc com a Jeanne
- Catherine Mouchet com Olivia Rochet
- Thibault de Montalembert com a Richard
- André Marcon com a Louis
- Alice Houri com a Monika
- Ovidie com a Jenny
- Titof com a Franck
- Laurent Lucas com a Carles